# Liste der Mitglieder der Deutschen Akademie der Naturforscher Leopoldina/1779
Die Liste der Mitglieder der Deutschen Akademie der Naturforscher Leopoldina für 1779 enthält alle Personen, die im Jahr 1779 zum Mitglied ernannt wurden. Insgesamt gab es sieben neu gewählte Mitglieder.

## Mitglieder
| Nr. | Name                           | Beiname          | Geboren       | Aufnahme | Gestorben     | Sektion         | Bild                           | Datenbank                     |
| --- | ------------------------------ | ---------------- | ------------- | -------- | ------------- | --------------- | ------------------------------ | ----------------------------- |
| 830 | Natale Saliceti                | Caesarius III.   | 11. Aug. 1714 | 1. Mai   | 21. Feb. 1789 | Medizin         |                                | Natalis Saliceti              |
| 831 | Maximiliaan Jacob de Man       | Epigenes         | 26. Apr. 1731 | 1. Mai   | 12. Nov. 1785 | Medizin         |                                | Maximilian Jacob von Man      |
| 832 | Christoph Jakob Mellin         | Philoponus       | 8. Okt. 1744  | 4. Aug.  | 27. Aug. 1817 | Medizin         |                                | Christoph Jakob Mellin        |
| 833 | Paul Johann Bonz               | Aristophilus II. | 1746          | 4. Aug.  | 1805          | Pharmazie       |                                | Paul Johann Bonz              |
| 834 | Johannes le Francq van Berkhey | Periander II.    | 23. Jan. 1729 | 27. Sep. | 13. März 1812 | Naturgeschichte | Johannes le Francq van Berkhey | Jan le Francq van Berkhey     |
| 835 | Pierre-Elisabeth De Fontanieu  | Vegetius IV.     |               | 1. Nov.  | 30. Mai 1784  |                 |                                | Pierre-Elisabeth de Fontanieu |
| 836 | Theodor Thomas Weichardt       | Menon II.        | 1755          | 6. Dez.  | 1818          | Medizin         |                                | Theodor Thomas Weichardt      |

## Hinweis zu den Lebensdaten
In der Liste sind zunächst die Lebensdaten gemäß Archiv der Leopoldina aufgenommen. Diese beziehen sich bei noch nicht erstellten Namensartikeln auf die Angaben gem. Neigebaur (1860), Ule (1889) und dem Abgleich mit Wikidata. Die Lebensdaten im später erstellten Namensartikel können daher noch von den Lebensdaten in der Liste abweichen.